# Portugalia na Letnich Igrzyskach Olimpijskich 2008
Portugalię na Letnich Igrzyskach Olimpijskich 2008 reprezentowało 77 zawodników.
Był to 22. start reprezentacji Portugalii na letnich igrzyskach olimpijskich.

## Zdobyte medale
| Medal  | Zawodnik          | Dyscyplina sportowa | Konkurencja       |
| ------ | ----------------- | ------------------- | ----------------- |
| Złoto  | Nelson Évora      | Lekkoatletyka       | Trójskok mężczyzn |
| Srebro | Vanessa Fernandes | Triathlon           | Triathlon kobiet  |

## Skład kadry

### Badminton
Mężczyźni
| Zawodnik          | Konkurencja    | 1/32                            | 1/16              | 1/8               | Ćwierćfinał       | Półfinał          | Finał             | Miejsce |
| Zawodnik          | Konkurencja    | Przeciwnik Punkty               | Przeciwnik Punkty | Przeciwnik Punkty | Przeciwnik Punkty | Przeciwnik Punkty | Przeciwnik Punkty | Miejsce |
| ----------------- | -------------- | ------------------------------- | ----------------- | ----------------- | ----------------- | ----------------- | ----------------- | ------- |
| Marco Vasconcelos | gra pojedyncza | Anup Sridhar 0-2 (16:21, 14:21) | Nie awansował     | Nie awansował     | Nie awansował     | Nie awansował     | Nie awansował     | 33.     |

Kobiety
| Zawodniczka | Konkurencja    | 1/32                                | 1/16                 | 1/8                  | Ćwierćfinał          | Półfinał             | Finał                | Miejsce |
| Zawodniczka | Konkurencja    | Przeciwniczka Punkty                | Przeciwniczka Punkty | Przeciwniczka Punkty | Przeciwniczka Punkty | Przeciwniczka Punkty | Przeciwniczka Punkty | Miejsce |
| ----------- | -------------- | ----------------------------------- | -------------------- | -------------------- | -------------------- | -------------------- | -------------------- | ------- |
| Ana Moura   | gra pojedyncza | Jeanine Cicognini 0-2 (9:21, 13:21) | Nie awansowała       | Nie awansowała       | Nie awansowała       | Nie awansowała       | Nie awansowała       | 33.     |

#### Skoki na trampolinie
| Zawodnik        | Konkurencja | Eliminacje                  | Eliminacje               | Eliminacje         | Eliminacje | Finał                  | Finał               | Finał           | Finał   | Finał |
| Zawodnik        | Konkurencja | Eliminacje – Pierwszy Układ | Eliminacje – Drugi Układ | Eliminacje – Razem | Pozycja    | Finał – Pierwszy układ | Finał – Drugi Układ | Finał – Łącznie | Pozycja |       |
| Zawodnik        | Konkurencja | Punkty                      | Punkty                   | Punkty             | Pozycja    | Punkty                 | Punkty              | Punkty          | Pozycja |       |
| --------------- | ----------- | --------------------------- | ------------------------ | ------------------ | ---------- | ---------------------- | ------------------- | --------------- | ------- | ----- |
| Diogo Ganchinho | mężczyźni   | 29,8                        | 39,3                     | 69,1               | 11.        | Nie awansował          | Nie awansował       | Nie awansował   | 11.     |       |
| Ana Rente       | kobiety     | 27,1                        | 4,5                      | 31,6               | 16.        | Nie awansowała         | Nie awansowała      | Nie awansowała  | 16.     |       |

### Judo
Mężczyźni
| Zawodnik   | Konkurencja | 1/32             | 1/16                   | 1/8              | Ćwierćfinał      | Półfinał         | Pierwsza runda repasaży | Półfinał repasaży | Finał            | Finał   |
| Zawodnik   | Konkurencja | Przeciwnik Wynik | Przeciwnik Wynik       | Przeciwnik Wynik | Przeciwnik Wynik | Przeciwnik Wynik | Przeciwnik Wynik        | Przeciwnik Wynik  | Przeciwnik Wynik | Pozycja |
| ---------- | ----------- | ---------------- | ---------------------- | ---------------- | ---------------- | ---------------- | ----------------------- | ----------------- | ---------------- | ------- |
| Pedro Dias | - 66 kg     |                  |                        | Ludwig Ortíz W   | João Derly W     | Pak Chol-min P   | Giovanni Casale P       | Nie awansował     |                  | 9.      |
| João Pina  | - 73 kg     |                  |                        | Nick Tritton W   | Ali Maloumat P   | Nie awansował    | Yūsuke Kanamaru P       | Nie awansował     |                  | 13.     |
| João Neto  | - 81 kg     |                  | Saba Gawaszeliszwili W | Edmond Topalli W | Oscar Cárdenas W | Kim Jae-beom P   | Robert Krawczyk P       | Nie awansował     |                  | 9.      |

Kobiety
| Zawodniczka    | Konkurencja | 1/16                | 1/8                 | Ćwierćfinał         | Półfinał            | Pierwsza runda repasaży | Półfinał repasaży   | Finał               | Finał   |
| Zawodniczka    | Konkurencja | Przeciwniczka Wynik | Przeciwniczka Wynik | Przeciwniczka Wynik | Przeciwniczka Wynik | Przeciwniczka Wynik     | Przeciwniczka Wynik | Przeciwniczka Wynik | Pozycja |
| -------------- | ----------- | ------------------- | ------------------- | ------------------- | ------------------- | ----------------------- | ------------------- | ------------------- | ------- |
| Ana Hormigo    | – 48 kg     |                     | Khumujam Devi W     | Pak Ok-song P       | Nie awansowała      | Kelbet Nurgazina W      | Ludmiła Bogdanowa P |                     | 7.      |
| Telma Monteiro | – 52 kg     |                     |                     | Anna Chartionowa W  | Xian Dongmei P      | Ana Carrascosa P        | Nie awansowała      | Nie awansowała      | 9.      |

### Jeździectwo
| Zawodnik                                | Konkurencja              | Grand Prix             | Grand Prix                | Grand Prix Special        | Grand Prix Special        | Finał                     | Finał                     |
| Zawodnik                                | Konkurencja              | Wynik                  | Poz.                      | Wynik                     | Poz.                      | Wynik                     | Poz.                      |
| --------------------------------------- | ------------------------ | ---------------------- | ------------------------- | ------------------------- | ------------------------- | ------------------------- | ------------------------- |
| Daniel Pinto                            | Ujeżdżenie indywidualnie | 63,003                 | 32.                       | Nie awansował             | Nie awansował             | Nie awansował             | Nie awansował             |
| Carlos Pinto                            | Ujeżdżenie indywidualnie | 61,708                 | 38.                       | Nie awansował             | Nie awansował             | Nie awansował             | Nie awansował             |
| Miguel Duarte                           | Ujeżdżenie indywidualnie | Nie ukończył przejazdu | Nie ukończył przejazdu    | Nie awansował             | Nie awansował             | Nie awansował             | Nie awansował             |
| Daniel Pinto Carlos Pinto Miguel Duarte | Ujeżdżenie drużynowo     | 63,063 61,003 –        | Nie ukończyli konkurencji | Nie ukończyli konkurencji | Nie ukończyli konkurencji | Nie ukończyli konkurencji | Nie ukończyli konkurencji |

### Kajakarstwo
Mężczyźni
| Zawodnik      | Konkurencja | Eliminacje | Eliminacje | Półfinały | Półfinały | Finał A/B     | Finał A/B     | Pozycja       |
| Zawodnik      | Konkurencja | Czas       | Pozycja    | Czas      | Pozycja   | Czas          | Pozycja       | Pozycja       |
| ------------- | ----------- | ---------- | ---------- | --------- | --------- | ------------- | ------------- | ------------- |
| Emanuel Silva | K-1 500 m   | 1:42,513   | 6.         | 1:45,985  | 5.        | Nie awansował | Nie awansował | Nie awansował |
| Emanuel Silva | K-1 1000 m  | 3:31,843   | 4.         | 3:34,508  | 4.        | Nie awansował | Nie awansował | Nie awansował |

Kobiety
| Zawodniczka                    | Konkurencja | Eliminacje | Eliminacje | Półfinały | Półfinały | Finał          | Finał          | Pozycja        |
| Zawodniczka                    | Konkurencja | Czas       | Pozycja    | Czas      | Pozycja   | Czas           | Pozycja        | Pozycja        |
| ------------------------------ | ----------- | ---------- | ---------- | --------- | --------- | -------------- | -------------- | -------------- |
| Teresa Portela                 | K-1 500 m   | 1:53,761   | 6.         | 1:54,831  | 6.        | Nie awansowała | Nie awansowała | Nie awansowała |
| Helena Rodrigues Beatriz Gomes | K-2 500 m   | 1:47,588   | 7.         | 1:46,021  | 5.        | Nie awansowały | Nie awansowały | Nie awansowały |

### Kolarstwo

#### Kolarstwo szosowe
| Zawodnik      | Konkurencja                    | Czas      | Pozycja |
| ------------- | ------------------------------ | --------- | ------- |
| Nuno Ribeiro  | wyścig ze startu wspólnego (m) | 6:26:17,0 | 27.     |
| André Cardoso | wyścig ze startu wspólnego (m) | 6:39:42,0 | 71.     |

### Lekkoatletyka
Mężczyźni
Konkurencje biegowe
| Zawodnik          | Konkurencja           | Eliminacje | Eliminacje | Ćwierćfinał   | Ćwierćfinał   | Półfinał      | Półfinał      | Finał                 | Finał                 |
| Zawodnik          | Konkurencja           | Wynik      | Miejsce    | Wynik         | Miejsce       | Wynik         | Miejsce       | Wynik                 | Miejsce               |
| ----------------- | --------------------- | ---------- | ---------- | ------------- | ------------- | ------------- | ------------- | --------------------- | --------------------- |
| Francis Obikwelu  | 100 m                 | 10,25      | 1.         | 10,09         | 3.            | 10,10         | 6.            | Nie awansował         | Nie awansował         |
| Arnaldo Abrantes  | 200 m                 | 21,46      | 8.         | Nie awansował | Nie awansował | Nie awansował | Nie awansował | Nie awansował         | Nie awansował         |
| Rui Pedro Silva   | 10 000m               |            |            |               |               |               |               | 29:09,03              | 34.                   |
| Paulo Gomes       | maraton               |            |            |               |               |               |               | 2:18,15               | 30.                   |
| Hélder Ornelas    | maraton               |            |            |               |               |               |               | 2:23,20               | 46.                   |
| Edivaldo Monteiro | 400 m przez płotki    | 49,89      | 6.         |               |               | Nie awansował | Nie awansował | Nie awansował         | Nie awansował         |
| Alberto Paulo     | 3000 m z przeszkodami | 8:39,11    | 11.        |               |               |               |               | Nie awansował         | Nie awansował         |
| João Vieira       | Chód 20 km            |            |            |               |               |               |               | 1:25:05               | 32.                   |
| Sérgio Vieira     | Chód 20 km            |            |            |               |               |               |               | 1:29:51               | 45.                   |
| António Pereira   | Chód 50 km            |            |            |               |               |               |               | 3:48,12               | 11.                   |
| Augusto Cardoso   | Chód 50 km            |            |            |               |               |               |               | 4:09,00               | 40.                   |
| João Vieira       | Chód 50 km            |            |            |               |               |               |               | Nie stanął na starcie | Nie stanął na starcie |

Konkurencje techniczne
| Zawodnik     | Konkurencja    | Kwalifikacje | Kwalifikacje | Finał         | Finał         |
| Zawodnik     | Konkurencja    | Wynik        | Miejsce      | Wynik         | Miejsce       |
| ------------ | -------------- | ------------ | ------------ | ------------- | ------------- |
| Marco Fortes | pchnięcie kulą | 18,05        | 37.          | Nie awansował | Nie awansował |
| Nelson Évora | trójskok       | 17,34        | 2.           | 17,67         | złoto         |

Kobiety
Konkurencje biegowe
| Zawodnik        | Konkurencja           | Eliminacje | Eliminacje | Ćwierćfinał | Ćwierćfinał | Półfinał       | Półfinał       | Finał                     | Finał                     |
| Zawodnik        | Konkurencja           | Wynik      | Miejsce    | Wynik       | Miejsce     | Wynik          | Miejsce        | Wynik                     | Miejsce                   |
| --------------- | --------------------- | ---------- | ---------- | ----------- | ----------- | -------------- | -------------- | ------------------------- | ------------------------- |
| Carmo Tavares   | 800 m                 | 2:01,91    | 6.         |             |             | Nie awansowała | Nie awansowała | Nie awansowała            | Nie awansowała            |
| Jéssica Augusto | 5000 m                | 16:05,71   | 14.        |             |             |                |                | Nie awansowała            | Nie awansowała            |
| Marisa Barros   | maraton               |            |            |             |             |                |                | 2:34:08                   | 32.                       |
| Ana Dias        | maraton               |            |            |             |             |                |                | 2:36:25                   | 46.                       |
| Inês Monteiro   | maraton               |            |            |             |             |                |                | Nie ukończyła biegu       | Nie ukończyła biegu       |
| Jéssica Augusto | 3000 m z przeszkodami | 9:30,23    | 5.         |             |             |                |                | Nie awansowała            | Nie awansowała            |
| Sara Moreira    | 3000 m z przeszkodami | 9:34,39    | 10.        |             |             |                |                | Nie awansowała            | Nie awansowała            |
| Clarisse Cruz   | 3000 m z przeszkodami | 9:49,45    | 15.        |             |             |                |                | Nie awansowała            | Nie awansowała            |
| Ana Cabecinha   | chód 20 km            |            |            |             |             |                |                | 1:27:46                   | 8.                        |
| Vera Santos     | chód 20 km            |            |            |             |             |                |                | 1:28:14                   | 9.                        |
| Susana Feitor   | chód 20 km            |            |            |             |             |                |                | Nie ukończyła konkurencji | Nie ukończyła konkurencji |

Konkurencje techniczne
| Zawodniczka    | Konkurencja    | Kwalifikacje | Kwalifikacje | Finał          | Finał          |
| Zawodniczka    | Konkurencja    | Wynik        | Miejsce      | Wynik          | Miejsce        |
| -------------- | -------------- | ------------ | ------------ | -------------- | -------------- |
| Vânia Silva    | rzut młotem    | 59,42        | 46.          | Nie awansowała | Nie awansowała |
| Sílvia Cruz    | rzut oszczepem | 57,06        | 24.          | Nie awansowała | Nie awansowała |
| Sandra Tavares | skok o tyczce  | 4,30         | 19.          | Nie awansowała | Nie awansowała |
| Naide Gomes    | skok w dal     | 6,29         | 31.          | Nie awansowała | Nie awansowała |

### Łucznictwo
| Zawodnik   | Konkurencja       | Runda rankingowa | Runda rankingowa | 1/32                       | 1/16             | 1/8              | Ćwierćfinały     | Półfinały        | Finał            | Finał   |
| Zawodnik   | Konkurencja       | Wynik            | Seed             | Przeciwnik Wynik           | Przeciwnik Wynik | Przeciwnik Wynik | Przeciwnik Wynik | Przeciwnik Wynik | Przeciwnik Wynik | Pozycja |
| ---------- | ----------------- | ---------------- | ---------------- | -------------------------- | ---------------- | ---------------- | ---------------- | ---------------- | ---------------- | ------- |
| Nuno Pombo | indywidualnie (m) | 650              | 42.              | Yusuf Göktuğ Ergin 103:106 | Nie awansował    | Nie awansował    | Nie awansował    | Nie awansował    | Nie awansował    | 50.     |

### Pływanie
Mężczyźni
| Zawodnik           | Konkurencja      | Eliminacje | Eliminacje | Półfinał      | Półfinał      | Finał         | Finał   |
| Zawodnik           | Konkurencja      | Czas       | Miejsce    | Czas          | Miejsce       | Czas          | Miejsce |
| ------------------ | ---------------- | ---------- | ---------- | ------------- | ------------- | ------------- | ------- |
| Tiago Venâncio     | 100 m dowolnym   | 50,30      | 7.         | Nie awansował | Nie awansował | Nie awansował | 45.     |
| Tiago Venâncio     | 200 m dowolnym   | 1:50,24    | 8.         | Nie awansował | Nie awansował | Nie awansował | 34.     |
| Fernando Costa     | 1500 m dowolnym  | 15:32,55   | 8.         |               |               | Nie awansował | 21.     |
| Pedro Oliveira     | 200 m grzbietem  | 2:01,08    | 6.         | Nie awansował | Nie awansował | Nie awansował | 28.     |
| Pedro Oliveira     | 200 m motylkiem  | 1:57,41    | 2.         | Nie awansował | Nie awansował | Nie awansował | 24.     |
| Carlos Almeida     | 200 m klasycznym | 2:13,34    | 1.         | Nie awansował | Nie awansował | Nie awansował | 32.     |
| Simão Morgado      | 200 m motylkiem  | 52,80      | 3.         | Nie awansował | Nie awansował | Nie awansował | 24.     |
| Diogo Carvalho     | 200 m zmiennym   | 2:00,66    | 6.         | Nie awansował | Nie awansował | Nie awansował | 18.     |
| Arsenyi Lavrentyev | 10 km            |            |            |               |               | 2:03:39,6     | 22.     |

Kobiety
| Zawodniczka    | Konkurencja      | Eliminacje | Eliminacje | Półfinał       | Półfinał       | Finał          | Finał   |
| Zawodniczka    | Konkurencja      | Czas       | Miejsce    | Czas           | Miejsce        | Czas           | Miejsce |
| -------------- | ---------------- | ---------- | ---------- | -------------- | -------------- | -------------- | ------- |
| Diana Gomes    | 100 m klasycznym | 1:10,02    | 3.         | Nie awansowała | Nie awansowała | Nie awansowała | 26.     |
| Diana Gomes    | 200 m klasycznym | 2:30,18    | 5.         | Nie awansował  | Nie awansował  | Nie awansował  | 29.     |
| Sara Oliveira  | 100 m motylkowym | 59,48      | 3.         | Nie awansowała | Nie awansowała | Nie awansowała | 35.     |
| Sara Oliveira  | 200 m motylkowym | 2:10,14    | 3.         | Nie awansowała | Nie awansowała | Nie awansowała | 19.     |
| Daniela Inácio | 10 km            |            |            |                |                | 2:00:59,0      | 17.     |

### Strzelectwo
Mężczyźni
| Zawodnik     | Konkurencja | Kwalifikacje | Kwalifikacje | Finał         | Finał         |
| Zawodnik     | Konkurencja | Wynik        | Pozycja      | Wynik         | Pozycja       |
| ------------ | ----------- | ------------ | ------------ | ------------- | ------------- |
| João Costa   | ppn 60      | 579          | 17.          | Nie awansował | Nie awansował |
| João Costa   | pdw 60      | 549          | 33.          | Nie awansował | Nie awansował |
| Manuel Silva | trap        | 111          | 27.          | Nie awansował | Nie awansował |

### Szermierka
Kobiety
| Zawodniczka     | Konkurencja          | 1/32             | 1/16             | 1/8              | Ćwierćfinały     | Półfinały        | Finał            | Finał   |
| Zawodniczka     | Konkurencja          | Przeciwnik Wynik | Przeciwnik Wynik | Przeciwnik Wynik | Przeciwnik Wynik | Przeciwnik Wynik | Przeciwnik Wynik | Pozycja |
| --------------- | -------------------- | ---------------- | ---------------- | ---------------- | ---------------- | ---------------- | ---------------- | ------- |
| Débora Nogueira | floret indywidualnie | Su Wanwen P 4:15 | Nie awansowała   | Nie awansowała   | Nie awansowała   | Nie awansowała   | Nie awansowała   | 40.     |

Mężczyźni
| Zawodnik        | Konkurencja          | 1/32                   | 1/16                       | 1/8              | Ćwierćfinały     | Półfinały        | Finał            | Finał   |
| Zawodnik        | Konkurencja          | Przeciwnik Wynik       | Przeciwnik Wynik           | Przeciwnik Wynik | Przeciwnik Wynik | Przeciwnik Wynik | Przeciwnik Wynik | Pozycja |
| --------------- | -------------------- | ---------------------- | -------------------------- | ---------------- | ---------------- | ---------------- | ---------------- | ------- |
| Joaquim Videira | szpada indywidualnie | Dario Torrente W 15:10 | Radosław Zawrotniak P 9:15 | Nie awansował    | Nie awansował    | Nie awansował    | Nie awansował    | 26.     |

### Taekwondo
Mężczyźni
| Zawodnik    | Konkurencja | 1/8                            | Ćwierćfinał      | Półfinał         | Repesaż 1          | Repesaż 2        | Finał            | Finał   |
| Zawodnik    | Konkurencja | Przeciwnik Wynik               | Przeciwnik Wynik | Przeciwnik Wynik | Przeciwnik Wynik   | Przeciwnik Wynik | Przeciwnik Wynik | Pozycja |
| ----------- | ----------- | ------------------------------ | ---------------- | ---------------- | ------------------ | ---------------- | ---------------- | ------- |
| Pedro Póvoa | -58 kg      | Yulis Gabriel Mercedes P (0:3) | Nie awansował    | Nie awansował    | Chu Mu-yen P (0-1) | Nie awansował    | Nie awansował    | 7.      |

### Tenis stołowy
| Zawodnik       | Konkurencja        | Eliminacje       | Runda 1                                                      | Runda 2                                          | Runda 3          | 1/8 finału       | Ćwierćfinały     | Półfinały        | Finał            | Finał   |
| Zawodnik       | Konkurencja        | Przeciwnik Wynik | Przeciwnik Wynik                                             | Przeciwnik Wynik                                 | Przeciwnik Wynik | Przeciwnik Wynik | Przeciwnik Wynik | Przeciwnik Wynik | Przeciwnik Wynik | Pozycja |
| -------------- | ------------------ | ---------------- | ------------------------------------------------------------ | ------------------------------------------------ | ---------------- | ---------------- | ---------------- | ---------------- | ---------------- | ------- |
| Marcos Freitas | gra pojedyncza (m) |                  | El-Sayed Lashin 4:1 (10:12, 11:4, 11:8, 11:8, 11:6)          | Yang Zi 2:4 (4:11, 11:6, 11:2, 3:11, 9:11, 6:11) | Nie awansował    | Nie awansował    | Nie awansował    | Nie awansował    | Nie awansował    | 33.     |
| Tiago Apolónia | gra pojedyncza (m) |                  | Lin Ju 1:4 (11:2, 11:13, 4:11, 5:11, 10:12)                  | Nie awansował                                    | Nie awansował    | Nie awansował    | Nie awansował    | Nie awansował    | Nie awansował    | 49.     |
| João Monteiro  | gra pojedyncza (m) |                  | Segun Toriola 3:4 (11:5, 7:11, 7:11, 11:5, 9:11, 11:9, 7:11) | Nie awansował                                    | Nie awansował    | Nie awansował    | Nie awansował    | Nie awansował    | Nie awansował    | 49.     |

### Triathlon
| Zawodnik          | Konkurencja | Pływanie (1,5 km) | Zmiana 1 | Jazda na rowerze (40 km) | Zmiana 2 | Bieg (10 km) | Czas       | Pozycja |
| ----------------- | ----------- | ----------------- | -------- | ------------------------ | -------- | ------------ | ---------- | ------- |
| Bruno Pais        | mężczyźni   | 18:28             | 0:26     | 58:47                    | 0:27     | 32:32        | 1:50:40,22 | 17.     |
| Duarte Marques    | mężczyźni   | 18:20             | 0:226    | 59:06                    | 0:27     | 36:47        | 1:55:06,57 | 45.     |
| Vanessa Fernandes | kobiety     | 19:53             | 0:29     | 1:04:18                  | 0:33     | 34:21        | 1:59:34,63 | srebro  |

### Wioślarstwo
Mężczyźni
| Zawodnik                | Konkurencja | Eliminacje | Eliminacje | Repesaż | Repesaż | Półfinały C/D | Półfinały C/D | Półfinały A/B | Półfinały A/B | Finał C/D | Finał C/D | Finał A/B | Finał A/B | Miejsce |
| Zawodnik                | Konkurencja | Czas       | M.         | Czas    | M.      | Czas          | M.            | Czas          | M.            | Czas      | M.        | Czas      | M.        | Miejsce |
| ----------------------- | ----------- | ---------- | ---------- | ------- | ------- | ------------- | ------------- | ------------- | ------------- | --------- | --------- | --------- | --------- | ------- |
| Pedro Fraga Nuno Mendes | LM2x        | 6:24,35    | 3.         | 6:39,07 | 1.      |               |               | 6:39,23       | 6.            |           |           | 6:28,47   | 2.        | 8.      |

### Żeglarstwo
Mężczyźni
| Zawodnik                                 | Konkurencja | Wyścig | Wyścig | Wyścig | Wyścig | Wyścig | Wyścig | Wyścig | Wyścig | Wyścig | Wyścig | Wyścig | Punkty | Finałowa pozycja |
| Zawodnik                                 | Konkurencja | 1      | 2      | 3      | 4      | 5      | 6      | 7      | 8      | 9      | 10     | M*     | Punkty | Finałowa pozycja |
| ---------------------------------------- | ----------- | ------ | ------ | ------ | ------ | ------ | ------ | ------ | ------ | ------ | ------ | ------ | ------ | ---------------- |
| João Rodrigues                           | RS:X        | 18     | 10     | 10     | 8      | 14     | 16     | 9      | 3      | 13     | 19     |        | 101    | 11.              |
| Gustavo Lima                             | Laser       | 5      | 8      | 3      | 27     | 17     | 6      | 16     | 8      | 3      |        | 10     | 76     | 4.               |
| Arvalo Marinho Miguel Nunes              | 470         | 2      | 8      | 15     | 6      | 11     | 7      | 9      | 30     | 10     | 14     | 20     | 102    | 8.               |
| Afonso Domingos Bernardo Plantier Santos | Star        | 3      | 3      | 10     | 17     | 13     | 3      | 5      | 7      | 7      | 9      | 12     | 72     | 8.               |

Open
| Zawodnik                     | Konkurencja | Wyścig | Wyścig | Wyścig | Wyścig | Wyścig | Wyścig | Wyścig | Wyścig | Wyścig | Wyścig | Wyścig | Wyścig | Wyścig | Punkty | Finałowa pozycja |
| Zawodnik                     | Konkurencja | 1      | 2      | 3      | 4      | 5      | 6      | 7      | 8      | 9      | 10     | 11     | 12     | M*     | Punkty | Finałowa pozycja |
| ---------------------------- | ----------- | ------ | ------ | ------ | ------ | ------ | ------ | ------ | ------ | ------ | ------ | ------ | ------ | ------ | ------ | ---------------- |
| Jorge Lima Francisco Andrade | 49er        | 12     | 7      | 9      | 11     | 4      | 20     | 10     | 6      | 5      | 11     | 13     | 12     |        | 100    | 11.              |

M = Wyścig medalowy